# Billy Twelvetrees

a Compétitions nationales et continentales officielles uniquement.

b Matchs officiels uniquement.
Dernière mise à jour le 7 mars 2020.
William Wesley F. Twelvetrees dit Billy Twelvetrees, né le 15 novembre 1988 à Chichester, est un joueur international anglais de rugby à XV évoluant au poste de demi d'ouverture ou de centre. Il joue avec Gloucester Rugby depuis 2012.

## Biographie

### Jeunesse et formation
Billy Twelvetrees fait partie de l'académie des Tigers et quitte le club pour rejoindre les Bedford Blues à l'échelon inférieur en Division One, c’est-à-dire la deuxième division anglaise pour avoir du temps de jeu. 

### Début de carrière aux Leicester Tigers
Il revient en 2009 chez les Leicester Tigers. Lors de la saison 2009-2010, il est titulaire lors des deux premiers matchs de Coupe d'Europe, il inscrit même un essai contre les Ospreys. 

### Départ à Gloucester
En 2012, il change de nouveau de club et rejoint le Gloucester RFC. En 2013, il est sélectionné dans le groupe anglais pour le Tournoi des Six Nations et honore sa première sélection le contre l'équipe d'Écosse le 2 février,. Au mois de juin, il prend part à la tournée de la sélection anglaise en Argentine. Il dispute le premier test match et marque un des quatre essais anglais. Puis le 12 juin, il rejoint les Lions britanniques et irlandais pour pallier les éventuelles blessures de Jonathan Sexton, Manu Tuilagi et Owen Farrell.
En avril 2023, il annonce son départ de Gloucester à la fin de la saison après onze ans passés au club et sa signature pour le club d'Ealing Trailfinders à partir de la saison suivante.

## Palmarès
- Vainqueur du Championnat d'Angleterre en 2010 avec les Leicester Tigers.
- Finaliste du Championnat d'Angleterre en 2011 et 2012  avec les Leicester Tigers.
- Vainqueur de la Coupe anglo-galloise en 2012 avec les Leicester Tigers.
- Finaliste de la Coupe anglo-galloise en 2008 avec les Leicester Tigers..
- Vainqueur du Challenge européen en 2015 avec Gloucester Rugby.
- Finalise du Challenge européen en 2017 et 2018 avec Gloucester Rugby.

## Statistiques

### En équipe nationale
- 22 sélections
- 15 points (3 essais)
- Sélection par année : 8 en 2013, 8 en 2014, 6 en 2015
- Tournois des Six Nations disputés : 2013, 2014, 2015